# Gebsattel

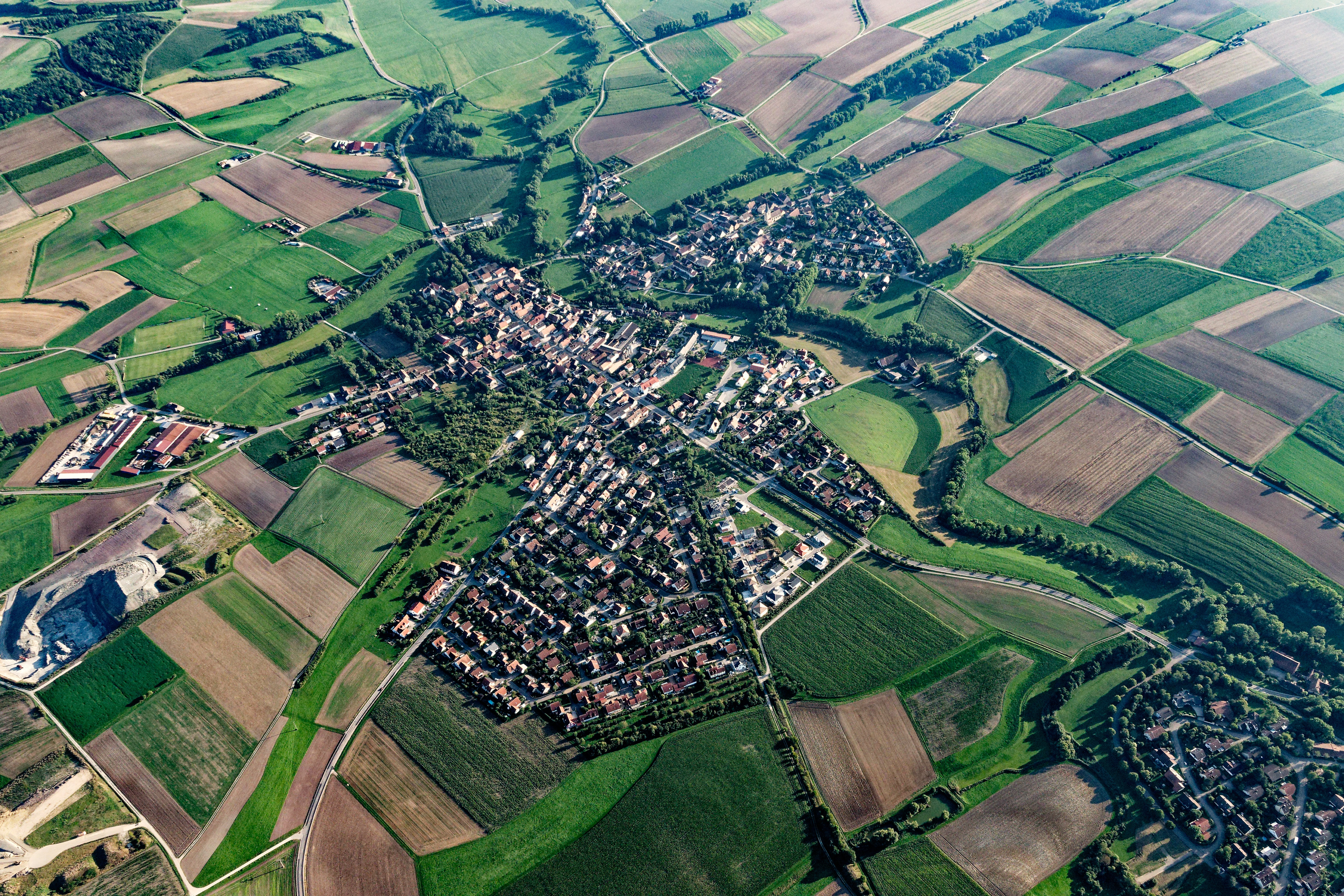
Blick aus dem Ballon auf Gebsattel

Gebsattel ist eine Gemeinde im Landkreis Ansbach in Mittelfranken und zählt zur Metropolregion Nürnberg.

## Geografie

### Geografische Lage
Die Gemeinde liegt im Naturpark Frankenhöhe, etwa drei Kilometer südlich von Rothenburg ob der Tauber, nahe der Grenze zu Baden-Württemberg.

### Nachbargemeinden
- Rothenburg ob der Tauber
- Neusitz
- Geslau
- Windelsbach
- Buch am Wald
- Schillingsfürst
- Diebach
- Insingen

### Gemeindegliederung
Es gibt neun Gemeindeteile (in Klammern ist der Siedlungstyp angegeben):
- Bockenfeld (Kirchdorf)
- Eckartshof (Weiler)
- Gebsattel (Pfarrdorf)
- Kirnberg (Kirchdorf)
- Pleikartshof (Weiler)
- Rödersdorf (Dorf)
- Speierhof (Weiler)
- Wasenmühle (Einöde)
- Wildenhof (Weiler)

Es gibt auf dem Gemeindegebiet die Gemarkungen Bockenfeld, Gebsattel und Kirnberg. Die Gemarkung Gebsattel hat eine Fläche von 10,115 km². Sie ist in 1878 Flurstücke aufgeteilt, die eine durchschnittliche Fläche von 5385,85 m² haben. In ihr liegen neben dem namensgebenden Ort die Gemeindeteile Eckartshof, Rödersdorf und Wasenmühle.

## Geschichte

### Bis zur Gemeindegründung
Ursprünglich waren es zwei Orte, das ältere Kirchdorf links der Tauber aus der Zeit der fränkischen Landnahme und das jüngere Schlossdorf rechts der Tauber, das im 11. Jahrhundert im Besitz der Grafen von Rothenburg-Komburg war und seinen Namen nach der letzten Besitzerin aus diesem Hause, der Gräfin Geba (Gebesedelen = Sitz der Geba), erhielt. Nach 1400 gehörten etwa drei Viertel der Anwesen zum Benediktinerstift Komburg bei Schwäbisch Hall, während ein Viertel der Bewohner Rothenburger Untertanen waren. Erst 1810 kam Gebsattel zum Königreich Bayern.
Mit dem Gemeindeedikt (frühes 19. Jahrhundert) wurde der Steuerdistrikt Gebsattel gebildet. Zu diesem gehörten Dorfmühle, Eckartshof, Kirnberg, Leuzhof, Pleikartshof, Rödersdorf, Södelbronn, Wasenmühle und Wildenhof. Wenig später entstand die Ruralgemeinde Gebsattel mit den Orten Dorfmühle, Eckartshof, Rödersdorf und Wasenmühle. Sie war in Verwaltung und Gerichtsbarkeit dem Landgericht Rothenburg zugeordnet und in der Finanzverwaltung dem Rentamt Rothenburg ob der Tauber (1919 in Finanzamt Rothenburg ob der Tauber umbenannt). Ab 1862 übernahm das Bezirksamt Rothenburg ob der Tauber die Verwaltung (1939 in Landkreis Rothenburg ob der Tauber umbenannt) und das Stadt- und Landgericht Rothenburg ob der Tauber die Gerichtsbarkeit (1879 in Amtsgericht Rothenburg ob der Tauber umbenannt). Die Gemeinde hatte 1964 eine Gebietsfläche von 10,162 km².

### Eingemeindungen
Im Zuge der Gebietsreform in Bayern wurde am 1. Januar 1972 die Gemeinde Kirnberg und am 1. Mai 1978 die Gemeinde Bockenfeld eingegliedert.

### Einwohnerentwicklung
Im Zeitraum 1988 bis 2018 stieg die Einwohnerzahl von 1428 auf 1730 um 302 Einwohner bzw. um 21,2 %.
Gemeinde Gebsattel
| Jahr      | 1818  | 1840   | 1852   | 1861   | 1867   | 1871   | 1875   | 1880   | 1885   | 1890   | 1895   | 1900   | 1905   | 1910   | 1919   | 1925   | 1933   | 1939   | 1946   | 1950   | 1961   | 1970   | 1987   | 1995 | 2005 | 2015   |
| Einwohner | 642   | 696    | 672    | 761    | 675    | 662    | 701    | 727    | 715    | 720    | 716    | 711    | 727    | 744    | 717    | 756    | 759    | 724    | 960    | 998    | 857    | 937    | 1425   | 1746 | 1830 | 1718   |
| Häuser    | 132   | 132    |        |        |        | 125    |        |        | 125    | 128    |        | 142    |        |        |        | 152    |        |        |        | 168    | 187    |        | 388    |      |      | 530    |
| Quelle    | [ 8 ] | [ 10 ] | [ 15 ] | [ 16 ] | [ 17 ] | [ 18 ] | [ 19 ] | [ 20 ] | [ 21 ] | [ 22 ] | [ 15 ] | [ 23 ] | [ 15 ] | [ 24 ] | [ 15 ] | [ 25 ] | [ 15 ] | [ 15 ] | [ 15 ] | [ 26 ] | [ 11 ] | [ 27 ] | [ 28 ] |      |      | [ 29 ] |

Ort Gebsattel
| Jahr      | 001818 | 001840 | 001861 | 001871 | 001885 | 001900 | 001925 | 001950 | 001961 | 001970 | 001987 |
| Einwohner | 570    | 617    | 682    | 572    | 624    | *633   | *672   | *902   | *790   | *864   | *959   |
| Häuser    | 118    | 118    |        |        | 110    | *127   | *137   | *152   | *171   |        | *257   |
| Quelle    | [ 8 ]  | [ 10 ] | [ 16 ] | [ 18 ] | [ 21 ] | [ 23 ] | [ 25 ] | [ 26 ] | [ 11 ] | [ 27 ] | [ 28 ] |

## Politik
Die Gemeinde ist Mitglied der Verwaltungsgemeinschaft Rothenburg ob der Tauber.

### Gemeinderat
Nach der Kommunalwahl 2020 hat der Gemeinderat zwölf Mitglieder, die alle zur Fraktion Gemeinsame Liste gehören. Die Wahlbeteiligung lag bei 58,7 %.

### Bürgermeister
Seit März 2025 ist Elisabeth Stammler Erste Bürgermeisterin der Gemeinde Gebsattel. Ihr Vorgänger war seit November 2010 Gerd Rößler. Sein Vorgänger war Wilfried Schnaubelt.

### Wappen und Flagge
Wappen
| Wappen von Gebsattel | Blasonierung: „Durch einen silbernen Wellenpfahl gespalten von Blau und Rot, vorne ein herschauender goldener, rot bezungter Löwenkopf mit einem silbernen Sparren im Maul, hinten ein silberner Steinbockrumpf.“ |
| Wappen von Gebsattel | Wappenbegründung: Der silberne Wellenpfahl steht für die Tauber, die durch das Gemeindegebiet fließt. Der Löwenkopf mit Sparren ist dem Wappen der Grafen von Rothenburg-Komburg entnommen. Der Steinbockrumpf ist das Wappensymbol der Freiherren von Gebsattel, die im 19. Jahrhundert in Gebsattel Besitz erwarben, das zuvor dem Kloster Comburg gehörte. Gebsattel führt seit 1986 ein Wappen. |

Flagge
Die Gemeindeflagge ist rot-gelb-blau.

## Kultur und Sehenswürdigkeiten

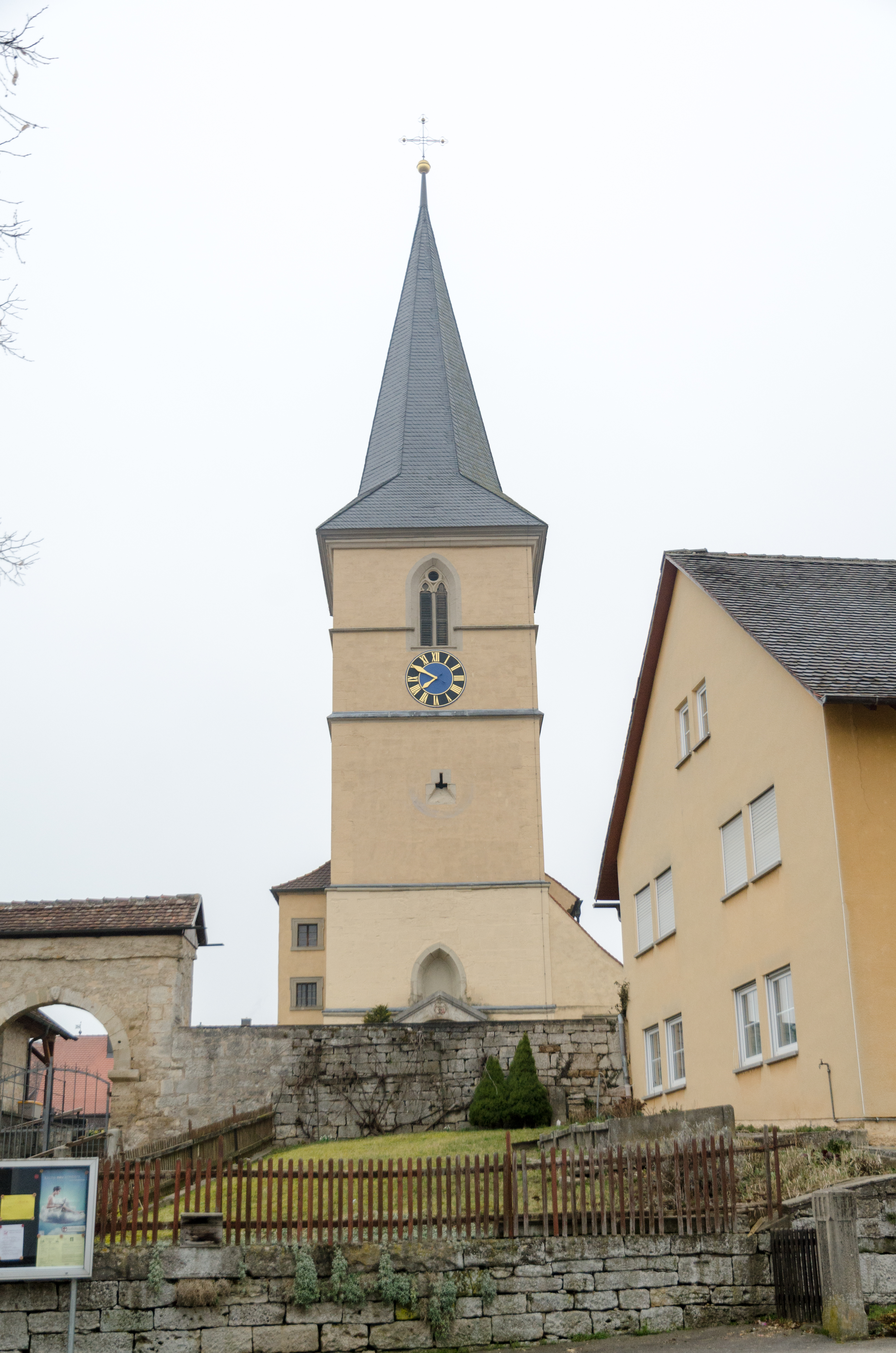
Katholische Pfarrkirche St. Laurentius

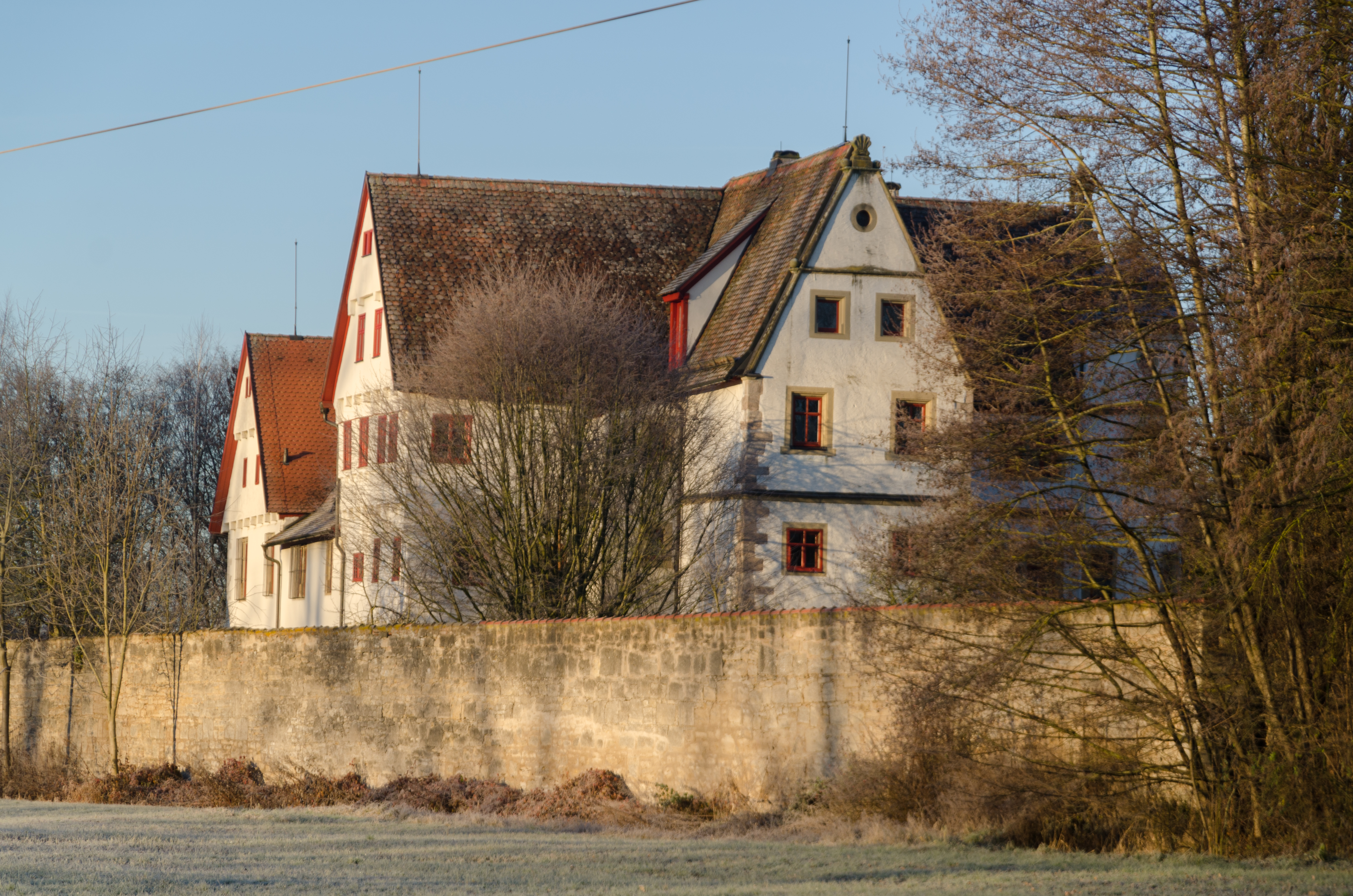
Schloss Gebsattel

### Attraktionen
- Maislabyrinth nahe Eckartshof

### Musikgruppen, Orchester, Chöre und Bands
- Musikverein Gebsattel (Blaskapelle)
- Gesangverein Frohsinn (Chor)
- Lazy Bones (Band)
- The Rudes (Band)

### Baudenkmäler
- Schloss Gebsattel, Stammsitz der Familie von Gebsattel; bis 1806 im Besitz des Stifts Comburg, 1806 säkularisiert; seit 1901 wieder im Besitz der Freiherren von Gebsattel (nicht zu besichtigen).
- St.-Laurentius-Kirche mit Pfarrhaus
- Gasthaus Zum Lamm
- evangelische Kirche St. Martin in Bockenfeld

## Wirtschaft und Infrastruktur
Die Gemeinde ist Mitglied im Tourismusverband Romantisches Franken.

### Verkehr
Gebsattel liegt nahe der Bundesautobahn 7 (Anschlussstelle 108 – Rothenburg ob der Tauber). Die Staatsstraße 2249 verläuft nach Sankt Leonhard (1,1 km nordwestlich) bzw. nach Kirnberg (2,8 km südöstlich). Die Kreisstraße AN 33 führt nach Bockenfeld (2,7 km südlich) bzw. nach Neusitz zur Staatsstraße 2250 (2,9 km nordöstlich). Gemeindeverbindungsstraßen führen nach Eckartshof (1,2 km nordwestlich), die Staatsstraße 2149 kreuzend nach Leuzhof (2,4 km westlich), zur St 2149 bei Sankt Leonhard (1,2 km nördlich) und nach Rödersdorf (2,2 km südöstlich).

### Ansässige Unternehmen
(Auswahl)
- Baß Antriebstechnik GmbH
- Metallbau Breiter
- Ostertag Schaltanlagen GmbH & Co KG

### Bildung
- Kindergarten St. Josef
- Grundschule Gebsattel-Insingen-Neusitz

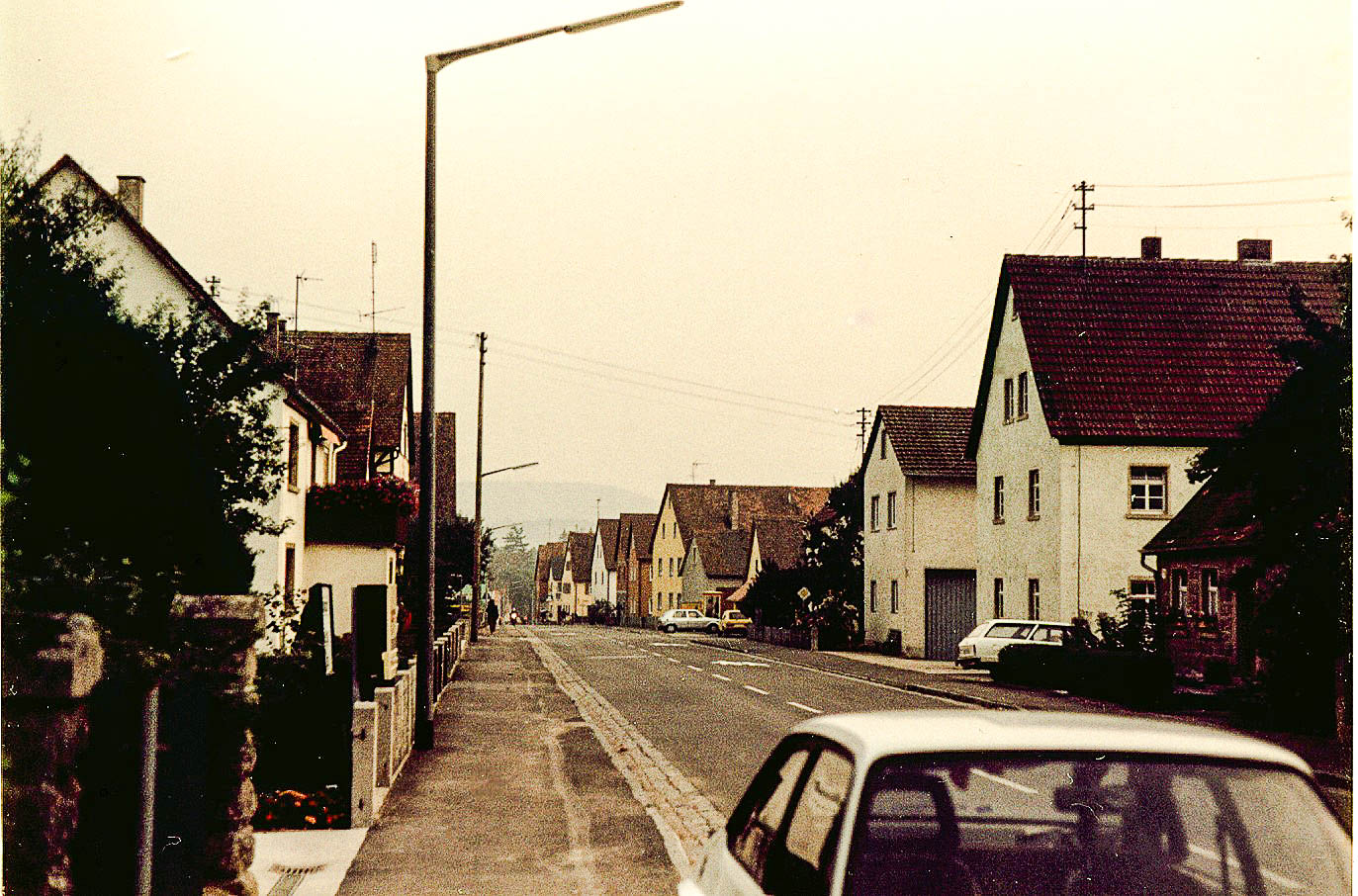
Gebsattel, Hauptstraße (1984)

## Vereine
Der Musikverein Gebsattel wurde im Juni 1927 gegründet, um kirchliche Feiern musikalisch zu umrahmen. Der Verein ist heute eine Blaskapelle, hat etwa 38 aktive Mitglieder. 2002/03 hat er eine eigene Veranstaltungshalle mit angegliedertem Proberaum errichtet.
Die Freiwillige Feuerwehr setzt sich aus 43 Feuerwehrdienstleistenden zusammen; dieser angegliedert ist die Löschgruppe Rödersdorf mit weiteren 8 Feuerwehrdienstleistenden.
Am 18. Mai 1968 wurde der FV 68 Gebsattel gegründet, dieser hat etwa 400 Mitglieder.
Im April 2005 wurde die evangelische Landjugend Gebsattel gegründet.
Weitere Vereine sind der Gesangverein Frohsinn, die Motorradfreunde Kirnberg-Frankenhöhe sowie ein Imkerverein, ein Gartenbauverein und ein Schützenverein mit rund 120 Mitgliedern.